# Kabinett Söder I
Das Kabinett Söder I bildete vom 21. März bis zum 6. November 2018 die Staatsregierung des Freistaates Bayern. Geführt wurde es von Markus Söder (CSU), der am 16. März 2018 mit 99 Stimmen vom Landtag zum Ministerpräsidenten gewählt wurde. Die Zahl der Stimmen entspricht den Sitzen der CSU im Landtag abzüglich zweier entschuldigter Abgeordneter. Die CSU erlangte bei den Landtagswahlen am 15. September 2013 die absolute Mehrheit der Landtagssitze, wobei die FDP aus dem Landtag und damit aus der Regierung ausschied. Die CSU konnte eine alleinige Regierung unter Horst Seehofer bilden.
Eine Kabinettsumbildung wurde nötig, weil Seehofer am 13. März 2018 von seinem Amt zurücktrat und als Bundesminister des Innern, für Bau und Heimat in das Kabinett Merkel IV eintrat. Söder, bis zu diesem Zeitpunkt bayerischer Finanz- und Heimatminister, folgte Seehofer auf dem Posten des Ministerpräsidenten nach.
Die Mitglieder der Staatsregierung wurden am 21. März vereidigt. Wie bereits bei den Vorgängerkabinetten ist die 1998 eingeführte verfassungsmäßige Höchstgrenze von 18 Mitgliedern voll ausgeschöpft. Das Kabinett Söder I wurde am 6. November 2018 vom Kabinett Söder II abgelöst.
| Amt oder Ressort                                  | Bild            | Amtsinhaber(in)   | Partei | Partei            | Staatssekretär(in) | Partei | Partei |
| ------------------------------------------------- | --------------- | ----------------- | ------ | ----------------- | ------------------ | ------ | ------ |
| Ministerpräsident                                 |                 | Markus Söder      |        | CSU               |                    |        |        |
| Stellvertretende Ministerpräsidentin              |                 | Ilse Aigner       | CSU    |                   |                    |        |        |
| Wohnen, Bau und Verkehr                           | Josef Zellmeier | Ilse Aigner       | CSU    |                   | CSU                |        |        |
| Zweiter Stellvertreter des Ministerpräsidenten    |                 | Joachim Herrmann  | CSU    |                   |                    |        |        |
| Inneres und Integration                           | Gerhard Eck     | Joachim Herrmann  | CSU    |                   | CSU                |        |        |
| Leiter der Staatskanzlei                          |                 | Florian Herrmann  | CSU    |                   |                    |        |        |
| Staatsminister für Bundesangelegenheiten          |                 | Florian Herrmann  | CSU    |                   |                    |        |        |
| Digitales, Medien und Europa in der Staatskanzlei |                 | Georg Eisenreich  | CSU    |                   |                    |        |        |
| Justiz                                            |                 | Winfried Bausback | CSU    |                   |                    |        |        |
| Unterricht und Kultus                             |                 | Bernd Sibler      | CSU    | Carolina Trautner |                    | CSU    |        |
| Wissenschaft und Kunst                            |                 | Marion Kiechle    | CSU    |                   |                    |        |        |
| Finanzen, Landesentwicklung und Heimat            |                 | Albert Füracker   | CSU    | Hans Reichhart    |                    | CSU    |        |
| Wirtschaft, Energie und Technologie               |                 | Franz Pschierer   | CSU    |                   |                    |        |        |
| Umwelt und Verbraucherschutz                      |                 | Marcel Huber      | CSU    |                   |                    |        |        |
| Ernährung, Landwirtschaft und Forsten             |                 | Michaela Kaniber  | CSU    |                   |                    |        |        |
| Familie, Arbeit und Soziales                      |                 | Kerstin Schreyer  | CSU    |                   |                    |        |        |
| Gesundheit und Pflege                             |                 | Melanie Huml      | CSU    |                   |                    |        |        |